# Schaatsen op de Olympische Winterspelen 2010 - 1000 meter vrouwen
De 1000 meter vrouwen op de Olympische Winterspelen 2010 in Vancouver werd op donderdag 18 februari in de Richmond Olympic Oval in Richmond, Canada verreden.

## Records
| Titelhouder      | Marianne Timmer | NED | 1.16,05 | Turijn         |
| Wereldrecord     | Cindy Klassen   | CAN | 1.13,11 | Calgary        |
| Olympisch record | Chris Witty     | USA | 1.13,83 | Salt Lake City |

## Statistieken

### Uitslag
| #      | Naam                     | Land | Tijd     |
| ------ | ------------------------ | ---- | -------- |
| Goud   | Christine Nesbitt        | CAN  | 1.16,56  |
| Zilver | Annette Gerritsen        | NED  | 1.16,58  |
| Brons  | Laurine van Riessen      | NED  | 1.16,72  |
| 4      | Kristina Groves          | CAN  | 1.16,78  |
| 5      | Nao Kodaira              | JPN  | 1.16,80  |
| 6      | Margot Boer              | NED  | 1.16,94  |
| 7      | Jennifer Rodriguez       | USA  | 1.17,08  |
| 8      | Ireen Wüst               | NED  | 1.17,28  |
| 9      | Heather Richardson       | USA  | 1.17,37  |
| 10     | Hege Bøkko               | NOR  | 1.17,43  |
| 11     | Jekaterina Sjichova      | RUS  | 1.17,46  |
| 12     | Karolína Erbanová        | CZE  | 1.17,53  |
| 13     | Ko Hyon-suk              | PRK  | 1.17,63  |
| 14     | Anni Friesinger-Postma   | GER  | 1.17,71  |
| 15     | Sayuri Yoshii            | JPN  | 1.17,81  |
| 16     | Jekaterina Aydova        | KAZ  | 1.17,85  |
| 17     | Jenny Wolf               | GER  | 1.17,92  |
| 18     | Jin Peiyu                | CHN  | 1.17,97  |
| 19     | Chiara Simionato         | ITA  | 1.18,02  |
| 20     | Olga Fatkoelina          | RUS  | 1.18,13  |
| 21     | Shannon Rempel           | CAN  | 1.18,174 |
| 22     | Monique Angermüller      | GER  | 1.18,179 |
| 23     | Lee Sang-hwa             | KOR  | 1.18,24  |
| 24     | Wang Beixing             | CHN  | 1.18,30  |
| 25     | Brittany Schussler       | CAN  | 1.18,31  |
| 26     | Elli Ochowicz            | USA  | 1.18,33  |
| 27     | Jekaterina Malysjeva     | RUS  | 1.18,56  |
| 28     | Jekaterina Lobysjeva     | RUS  | 1.18,785 |
| 29     | Rebekah Bradford         | USA  | 1.18,788 |
| 30     | Sophie Muir              | AUS  | 1.18,79  |
| 31     | Katarzyna Bachleda-Curuś | POL  | 1.19,00  |
| 32     | Yu Jing                  | CHN  | 1.19,13  |
| 33     | Ren Hui                  | CHN  | 1.19,18  |
| 34     | Tomomi Okazaki           | JPN  | 1.19,41  |
| 35     | Miho Takagi              | JPN  | 1.19,53  |
| -      | Kim You-lim              | KOR  | DNF      |

 DNF = niet gefinisht 

### Loting
| Rit | Binnenbaan               | Buitenbaan             |
| --- | ------------------------ | ---------------------- |
| 1   | Rebekah Bradford         | Jekaterina Aydova      |
| 2   | Ko Hyon-suk              | Hege Bøkko             |
| 3   | Jenny Wolf               | Karolína Erbanová      |
| 4   | Sophie Muir              | Chiara Simionato       |
| 5   | Kim You-lim              | Tomomi Okazaki         |
| 6   | Shannon Rempel           | Miho Takagi            |
| 7   | Jekaterina Sjichova      | Yu Jing                |
| 8   | Jekaterina Malysjeva     | Ren Hui                |
| 9   | Jekaterina Lobysjeva     | Jin Peiyu              |
| 10  | Katarzyna Bachleda-Curuś | Lee Sang-hwa           |
| 11  | Jennifer Rodriguez       | Anni Friesinger-Postma |
| 12  | Heather Richardson       | Ireen Wüst             |
| 13  | Olga Fatkoelina          | Laurine van Riessen    |
| 14  | Brittany Schussler       | Elli Ochowicz          |
| 15  | Nao Kodaira              | Wang Beixing           |
| 16  | Sayuri Yoshii            | Annette Gerritsen      |
| 17  | Christine Nesbitt        | Monique Angermüller    |
| 18  | Kristina Groves          | Margot Boer            |

1932 (d.) · 
1960 · 
1964 · 
1968 · 
1972 · 
1976 · 
1980 · 
1984 · 
1988 · 
1992 · 
1994 · 
1998 · 
2002 · 
2006 · 
2010 · 
2014 · 
2018 ·
2022